# Korwety rakietowe typu Skjold
Korwety rakietowe typu Skjold – norweskie korwety rakietowe, poduszkowce bocznościenne, które zaczęły wchodzić do służby w Norweskiej Królewskiej Marynarce Wojennej w 1999 roku. Zbudowano sześć okrętów tego typu.

## Projekt i budowa
W 1995 roku norweska stocznia Kvaerner Mandal oddała do służby ostatni z czterech niszczycieli min typu Oksøy. Okręty zbudowano jako poduszkowce bocznościenne, których kadłuby wykonano głównie z tworzyw sztucznych. W tym czasie Norweska Marynarka Wojenna opracowała specyfikację małych szybkich okrętów rakietowych znanych jako "Project SMP 6081". Zlecenie na budowę pierwszej prototypowej jednostki tego typu otrzymała stocznia z Mandal, ponieważ posiadała doświadczenie w budowie małych innowacyjnych jednostek, szczególnie w układzie poduszkowców bocznościennych . Kontrakt został przyznany 30 sierpnia 1996 roku. Budowa okrętu, któremu nadano imię „Skjold” i numer taktyczny P960, rozpoczęła się 4 sierpnia 1997 roku. Wodowanie nastąpiło 22 sierpnia 1998 roku, wejście do służby 17 kwietnia 1999 roku. W 2001 roku „Skjold” został użyczony US Navy, w celu badania jego parametrów i potencjalnego wykorzystania jego rozwiązań technicznych w projektowaniu przyszłych okrętów . 
W związku z pozytywnym przebiegiem testów jednostki prototypowej, w czerwcu 2002 roku norweski rząd zatwierdził budowę kolejnych pięciu okrętów typu "Skjold". Wartość zamówienia to 4,6 mld NOK (637 milionów dolarów). Oddzielnie podpisano kontrakt o wartości 1,3 mld NOK na pociski przeciwokrętowe NSM dla nowych okrętów .

## Okręty
| Okręt         | Stocznia    | Rozpoczęcie budowy | Zwodowanie       | Wejście do służby    | Los okrętu |
| ------------- | ----------- | ------------------ | ---------------- | -------------------- | ---------- |
| Skjold (P960) | Umoe Mandal | 4 sierpnia 1997    | 22 września 1998 | 17 kwietnia 1999     | w służbie  |
| Storm (P961)  | Umoe Mandal | październik 2005   | 1 listopada 2006 | 9 września 2010      | w służbie  |
| Skudd (P962)  | Umoe Mandal | marzec 2006        | 30 kwietnia 2007 | 28 października 2010 | w służbie  |
| Steil (P963)  | Umoe Mandal | październik 2006   | 15 stycznia 2008 | 30 czerwca 2011      | w służbie  |
| Glimt (P964)  | Umoe Mandal | maj 2007           |                  | marzec 2012          | w służbie  |
| Gnist (P965)  | Umoe Mandal | grudzień 2007      |                  | listopad 2012        | w służbie  |